# العلاقات الفنزويلية الكوستاريكية
العلاقات الفنزويلية الكوستاريكية هي العلاقات الثنائية التي تجمع بين فنزويلا وكوستاريكا.

## مقارنة بين البلدين
هذه مقارنة عامة ومرجعية للدولتين:
| وجه المقارنة                                              | فنزويلا                                  | كوستاريكا                                 |
| --------------------------------------------------------- | ---------------------------------------- | ----------------------------------------- |
| المساحة (كم2)                                             | 916.45 ألف                               | 51.10 ألف                                 |
| عدد السكان (نسمة)                                         | 28.87 مليون                              | 4.91 مليون                                |
| الكثافة السكانية (ن./كم²)                                 | 31.5                                     | 96.09                                     |
| العاصمة                                                   | كاراكاس                                  | سان خوسيه                                 |
| اللغة الرسمية                                             | اللغة الإسبانية، لغة الإشارة الفنزويلية ‏ | اللغة الإسبانية                           |
| العملة                                                    | بوليفار فنزويلي                          | كولون كوستاريكي                           |
| الناتج المحلي الإجمالي (بليون دولار)                      | 482.36 مليار                             | 57.06 مليار                               |
| الناتج المحلي الإجمالي (تعادل القوة الشرائية) بليون دولار |                                          | 74.98 مليار                               |
| الناتج المحلي الإجمالي الاسمي للفرد دولار أمريكي          |                                          | 11.26 ألف                                 |
| الناتج المحلي الإجمالي للفرد دولار أمريكي                 |                                          | 14.92 ألف                                 |
| مؤشر التنمية البشرية                                      | 0.762                                    | 0.766                                     |
| رمز المكالمات الدولي                                      | +58                                      | +506                                      |
| رمز الإنترنت                                              | .ve                                      | .cr، قائمة نطاقات المستوى الأعلى للإنترنت |
| المنطقة الزمنية                                           | 00                                       | 00                                        |

## مدن متوأمة
في ما يلي قائمة باتفاقيات التوأمة بين مدن فنزويلية وكوستاريكية:
- ترتبط ماراكاي مع سان خوسيه باتفاقية توأمة.

## منظمات دولية مشتركة
يشترك البلدان في عضوية مجموعة من المنظمات الدولية، منها:
| علم المنظمة | اسم المنظمة                                                          | تاريخ انضمام فنزويلا | تاريخ انضمام كوستاريكا |
| ----------- | -------------------------------------------------------------------- | -------------------- | ---------------------- |
|             | وكالة حظر الأسلحة النووية في أمريكا اللاتينية ومنطقة البحر الكاريبي ‏ | ?                    | ?                      |
|             | البنك الدولي للإنشاء والتعمير                                        | 30 ديسمبر 1946       | 8 يناير 1946           |
|             | يونسكو                                                               | 25 نوفمبر 1946       | 19 مايو 1950           |
|             | منظمة التجارة العالمية                                               | ?                    | ?                      |
|             | وكالة ضمان الاستثمار متعدد الأطراف                                   | 9 مايو 1994          | 8 فبراير 1994          |
|             | الاتحاد البريدي العالمي                                              | ?                    | ?                      |
|             | الاتحاد الدولي للاتصالات                                             | 13 أغسطس 1920        | 13 سبتمبر 1932         |
|             | مؤسسة التمويل الدولية                                                | 28 ديسمبر 1956       | 20 يوليو 1956          |
|             | منظمة الشرطة الجنائية الدولية                                        | ?                    | ?                      |
|             | الأمم المتحدة                                                        | 15 نوفمبر 1945       | 2 نوفمبر 1945          |
|             | منظمة حظر الأسلحة الكيميائية                                         | ?                    | ?                      |

## وصلات خارجية
- موقع وزارة الخارجية الفنزويلية
- موقع وزارة الخارجية الكوستاريكية